# 八馬永蔵
八馬 永蔵（はちうま えいぞう、1871年6月〈明治4年5月〉 - 1917年〈大正6年〉2月1日）は、日本の資産家、実業家。族籍は兵庫県平民。

## 人物
兵庫県平民・利右衛門の二男。八馬兼介の養子となる。海運業を営む。また西宮開運、西宮肥料米穀各社長、八馬商会代表社員、日清火災海上保険、播磨電気各取締役、西宮貯金銀行監査役、同取締役、西宮酒造監査役などをつとめる。直接国税1万円以上納税した。住所は兵庫県武庫郡西宮町浜久保。

## 家族・親族
八馬家
- 養父・初代兼介（1839年 - 1918年、回漕業、米穀商、資産家、西宮銀行頭取）[4]
- 妻・つや（1873年 - ?、兵庫、小川傳治郎の二女）[4]
- 長男・三代兼介[3]（1894年 - 1960年、旧名・栄之介、精米及び海運業、資産家[8]、神戸銀行頭取）
- 三男・安二良[4]（1898年 - 1981年、八馬汽船社長）
- 五男・駒雄[4]（1906年 - ?、西宮酒精社長）
- 六男・眞治[4]（1909年 - ?、多聞酒造社長）
- 長女・喜美[4]（1892年 - ?、大阪府多額納税者、桐花興業社長早瀬太郎三郎の妻）
- 三女・政江[4]（1901年 - ?、大阪大学名誉教授中原益治郎の妻）[13]
- 四女・寿江[4]（1903年 - ?、兵庫トヨタ自動車取締役瀧川清一の妻）[13]
- 五女・田鶴子[4]（1908年 - ?、大沢商会社長大沢善夫の妻）[13]
- 六女・和子[4]（1911年 - ?、ツムラ会長二代津村重舎の妻）[13]